# Vernacolo fiorentino
Il dialetto fiorentino è l'esponente principale del toscano centrale. Il fiorentino del Trecento è la lingua madre dell'italiano letterario.
(Vitali, 2020:1)

## Fonetica e fonologia

### Vocali

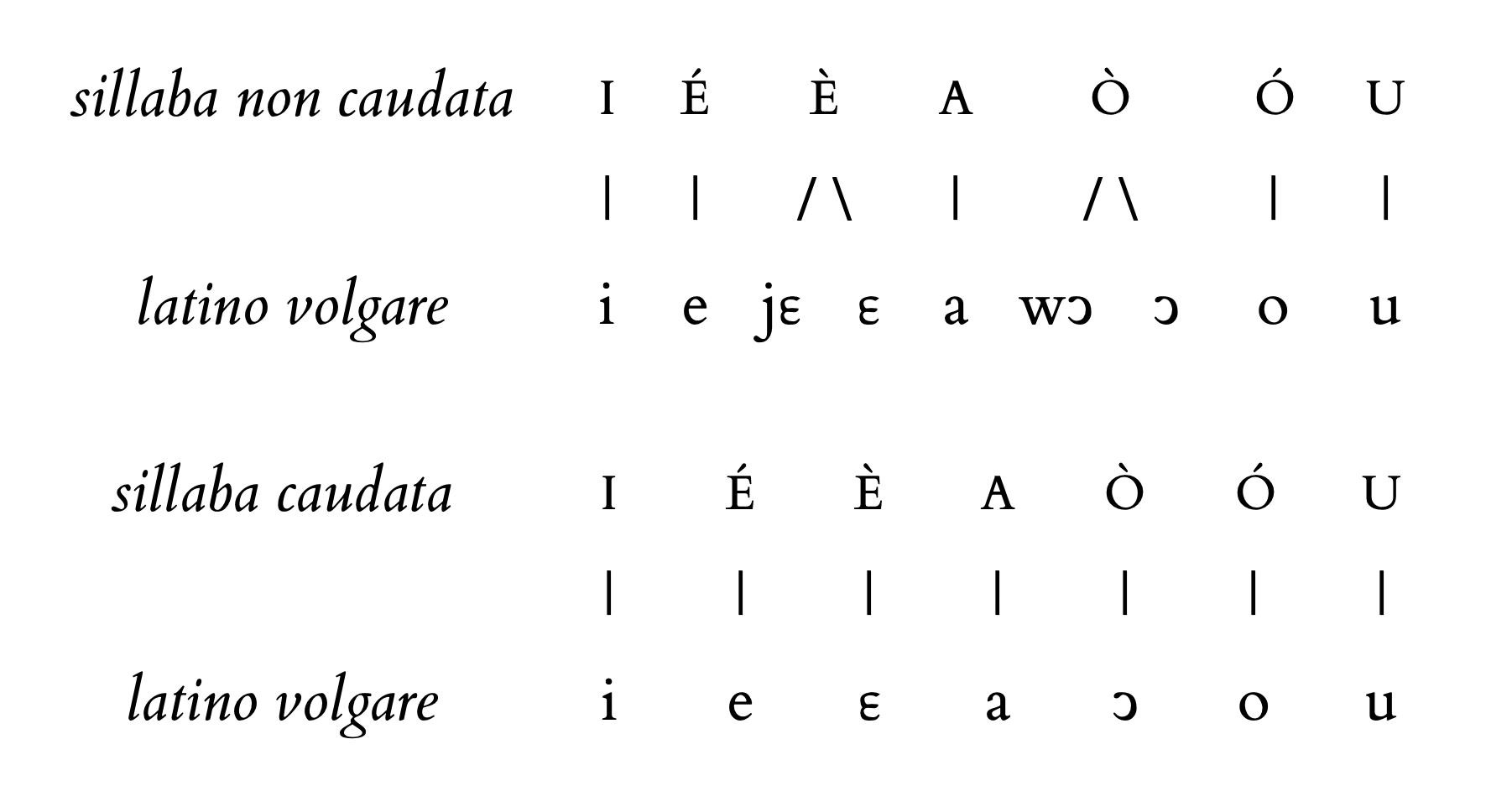
Esiti del dittongamento fiorentino

Il fiorentino presenta il medesimo sistema vocalico dell'italiano standard ed è composto, dunque, da sette vocali toniche, ereditate dal latino volgare, che a sua volta aveva semplificato il sistema decavocalico (cioè composto da dieci vocali, di cui cinque brevi e cinque lunghe).  
| IPA         | Anteriore | Centrale | Posteriore |
| ----------- | --------- | -------- | ---------- |
| Alte        | i         |          | u          |
| Medio-alte  | e         |          | o          |
| Medio-basse | ɛ         |          | ɔ          |
| Basse       |           | ä        |            |

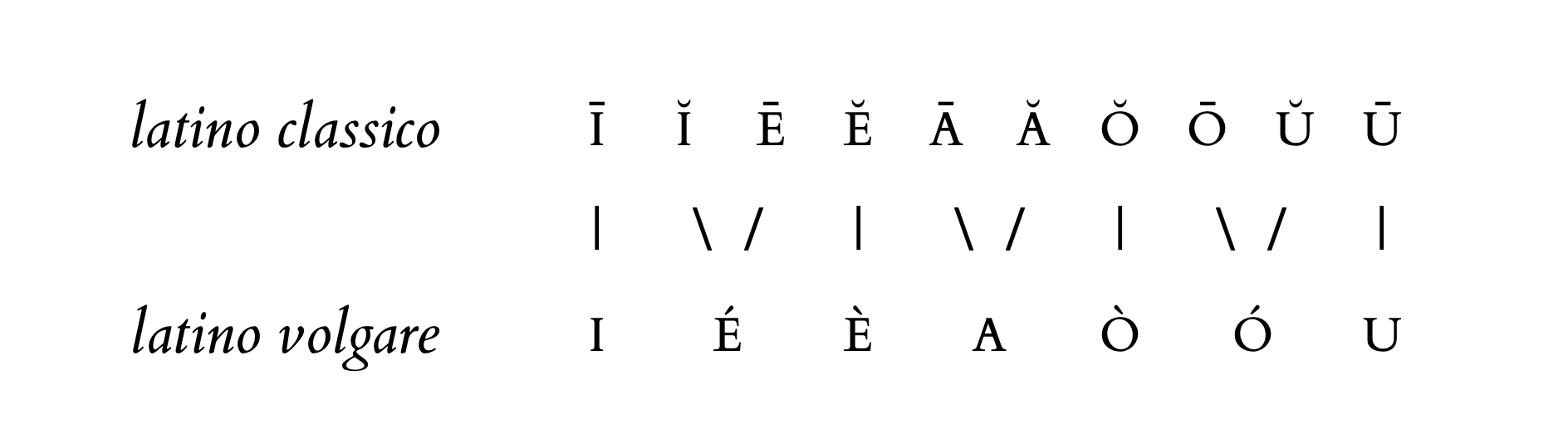
Vocalismo dal latino classico al latino volgare

Secondo il fonetista Luciano Canepari, la realizzazione effettiva delle vocali posteriori arrotondate del fiorentino è più centrale rispetto all'italiano standard. La cui trascrizione fonetica AFI corrisponde, dunque, a [ɔ̟], [o̟] e [u̟]; quanto al vocalismo atono, la pronuncia effettiva di /a/ è [ʌ], quella di /ɛ/ e /e/ è sempre [e], mentre quella di /ɔ/ e /o/ è sempre [o].

### Consonanti
|                         | Labiovelari | Bilabiali | Labiodentali | Dentali-Alveolari | Postalveolare | Palatali | Velari  | Glottali |
| Nasali                  |             | m         | (ɱ)          | n                 |               | ɲ        | (ŋ)     |          |
| Occlusive               |             | p b       |              | t d               |               | [c] [ɟ]  | k ɡ     |          |
| Affricate               |             |           |              | t͡s d͡z             | t͡ʃ d͡ʒ         |          |         |          |
| Fricative sibilanti     |             |           |              | s z               | ʃ (ʒ)         |          |         |          |
| Fricative non sibilanti |             | (ɸ) (β)   | f v          | (θ) (ð)           |               |          | (x) (ɣ) | (h)      |
| Approssimanti           | [w]         |           |              |                   |               | (j)      |         |          |
| Polivibranti            |             |           |              | r                 |               |          |         |          |
| Monovibranti            |             |           |              | (ɾ)               |               |          |         |          |
| Laterali                |             |           |              | l                 |               | ʎ        |         |          |

Il fenomeno consonantico caratterizzante del fiorentino, così come degli altri dialetti toscani (in forme maggiori o minori) è la spirantizzazione intervocalica (o in posizione pre-rotica e pre-approssimante), comunemente nota come gorgia. Tale fenomeno consiste nel passaggio delle occlusive e delle affricate, entrambe sia sorde che sonore, alle corrispondenti fricative: /p/ passa a [ɸ]; /t/ passa a [θ], /t͡ʃ/ passa a [ʃ], /b/ passa a [β], /d/ passa a [ð], /d͡ʒ/ passa a [ʒ], /g/ passa a [ɣ]. Un discorso lievemente più complesso riguarda l'esito intervocalico di /k/ che può risultare in variazione libera tra [x~h] e il dileguo [∅].
A causa di questo fenomeno fonotattico i parlanti pan-toscani sono canzonati dai non-toscani, per esempio chiedendo loro l'ormai proverbiale espressione "la Coca-Cola con la cannuccia corta corta", pronunciata dai toscani la Hoha-Hola hon la hannuccia horta horta [lʌ ˌhɔ̟(h)ʌˈhɔ̟lʌ ho̟llʌ hʌnˈnu̟tt͡ʃʌ ˈho̟ɾtʌ ˈho̟ɾtʌ].
| Mutamento          | Trascrizione fonetica stretta | Frase                |
| ------------------ | ----------------------------- | -------------------- |
| /p/ > [ɸ]          | [ˌpɛtto̟ ði ˈɸo̟llo̟]            | petto di pollo       |
| /pl/ > [ɸl]        | [ˌpɛɸlo̟ ði ɸeˈnɛːlo̟ɸe]        | peplo di Penelope    |
| /pr/ > [ɸr~ɸɾ]     | [ˌprima ˈɸreːsa]              | prima presa          |
| /b/* > [β]         | [bʌNˌbiːno̟ ði ˈβäːɾi]         | bambino di Bari      |
| /t/ > [θ~h~∅]      | [ˌtɛNpo̟ ði ˈθo̟ɾnäːɾe]         | tempo di tornare     |
| /tr/ > [θr~θɾ]     | [mʌθɾiˈmɔ̟ːnjo̟]                | matrimonio           |
| /d/* > [ð]         | [ˌdo̟ɸo̟θi ðiˈrɔ̟ː]              | dopo ti dirò         |
| /t͡ʃ/ > [ʃ]         | [ˈt͡ʃeːʃi ʃiˈneːsi]            | ceci cinesi          |
| /d͡ʒ/ > [ʒ]         | [ˈd͡ʒɛnte indiˈʒɛstʌ]          | gente indigesta      |
| /c/** > [ç~hj~j]   | [ˈcäːve ðellʌ ˈ(h)jɛːzʌ]      | chiave della chiesa  |
| /ɟ/** > [ʝ]        | [ˈɟände su̟llʌ ʝäːjʌ]          | ghiande sulla ghiaia |
| /k/ > [x~h~∅]      | [käpˈpɛllo ðʲu̟n ʌˈmiːho̟]      | cappello di un amico |
| /kl/ > [hl]        | [ʌnʌˈhleːθo̟]                  | Anacleto             |
| /kr/ > [hr~hɾ]     | [sʌhɾeˈstiːʌ]                 | sacrestia            |
| /ɡ/* > [ɣ]         | [gʌˈläː alˈläːɣo̟]             | galà al lago         |
| /kw/ > [xw~hw~h~w] | [ˈkwänti ˈhwaðɾi]             | quanti quadri        |
| /gw/* > [ɣw]       | [ˈgwänti ðellʌ ˈɣwäɾdjʌ]      | guanti della guardia |

(*) La spirantizzazione delle occlusive sonore è un fenomeno non obbligatorio.
(**) La spirantizzazione delle occlusive palatali è limitata alle varietà che possiedono questi foni, dunque non all'intero fiorentino.

## Morfologia e sintassi
L'articolo determinativo singolare maschile davanti a consonante è i con successiva cogeminazione: i' ccane, i' ggatto e i' ttopo, anche nelle preposizioni articolate di' ccane, coi' ggatto «del cane, co(n i)l gatto». Si ha, invece, l'articolo lo davanti a /ʦ, ʣ, ʃ, ɲ/ (con cogeminazione) così come davanti alla cosiddetta "s impura" /sC/: lo zzoppo, lo zzaino, lo ssciame, lo ggnomo, lo stivale. A livello rustico resiste l'articolo i davanti alle affricate dentali-alveolari: es- i' zzi' Mario «lo zio Mario». Infine, davanti a vocale abbiamo l'articolo l' : l'amo, l'erba, l'isola. L'articolo determinativo è un tratto distintivo fra i dialetti toscani: